# Carl-August Seibel
Carl-August Seibel (* 1. Mai 1958) ist ein deutscher Unternehmer und seit 1993 Leiter der Josef Seibel Schuhfabrik.

## Biographie
Carl-August Seibel ist der Sohn von Josef Seibel junior und der Urenkel von  Karl-August Seibel, dem Firmengründer der damaligen Schuhfabrik CA Seibel, aus der sich das heutige Unternehmen entwickelte. Nachdem er zwischenzeitlich in Dahn zur Schule gegangen war, absolvierte er 1977 am Eduard-Spranger-Gymnasium in Landau in der Pfalz sein Abitur. Im Anschluss studierte er an der Fachhochschule Ludwigshafen  Betriebswirtschaftslehre und leistete danach seinen Ersatzdienst in der Betreuung von Schwestbehinderten ab.
Carl-August Seibel wohnt in Hauenstein. Vor Ort erhielt er den Spitznamen „de CA“. Er führt das Familienunternehmen seit 1993 in vierter Generation, in das er bereits 1983 eingestiegen war. Er ist Vater einer Tochter, die 2020 mit ihrem Ehemann ins Unternehmen eintrat.

## Weitere Funktionen
Seibel war von 1998 bis 2017 Präsident des SC Hauenstein und zeitweise zusätzlich dessen Hauptsponsor. Er leitet zudem das Deutsche Schuhmuseum Hauenstein und ist Vorsitzender des Bundesverbandes der Schuh- und Lederwarenindustrie e.V.

## Auszeichnungen
2006 erhielt Seibel den Verdienstorden des Landes Rheinland-Pfalz.